# Marie-Josée Ta Lou-Smith
Marie-Josée Ta Lou-Smith (Bouaflé, 18 novembre 1988) è una velocista ivoriana, attuale primatista africana dei 100 metri piani, specialità in cui è stata tre volte finalista olimpica (Rio de Janeiro 2016, Tokyo 2020 e Parigi 2024) e quattro volte finalista mondiale.

## Biografia
In carriera vanta anche undici medaglie continentali, di cui tre d'oro, tre d'argento e cinque di bronzo.
È stata finalista sia nei 100 che nei 200 metri piani in due edizioni consecutive dei Giochi olimpici (Rio de Janeiro 2016 e Tokyo 2020), ottenendo complessivamente tre quarti posti ed un quinto posto. Ai campionati mondiali di Londra 2017 ha invece conquistato la medaglia d'argento in entrambe le specialità.

## Palmarès
| Anno | Manifestazione      | Sede           | Evento      | Risultato        | Prestazione | Note                                              |
| ---- | ------------------- | -------------- | ----------- | ---------------- | ----------- | ------------------------------------------------- |
| 2010 | Campionati africani | Nairobi        | 100 m piani | Semifinale       | 12"16       |                                                   |
| 2010 | Campionati africani | Nairobi        | 200 m piani | Batteria         | 25"55       |                                                   |
| 2011 | Universiadi         | Shenzhen       | 100 m piani | Quarti di finale | 12"02       |                                                   |
| 2011 | Universiadi         | Shenzhen       | 200 m piani | Quarti di finale | 24"17       |                                                   |
| 2011 | Giochi panafricani  | Maputo         | 100 m piani | 7ª               | 11"66       | w                                                 |
| 2011 | Giochi panafricani  | Maputo         | 200 m piani | 6ª               | 24"12       | Miglior prestazione personale                     |
| 2012 | Campionati africani | Porto-Novo     | 100 m piani | 4ª               | 11"53       | Miglior prestazione personale                     |
| 2012 | Campionati africani | Porto-Novo     | 200 m piani | Bronzo           | 23"44       |                                                   |
| 2012 | Campionati africani | Porto-Novo     | 4×100 m     | Bronzo           | 45"29       | [ 1 ]                                             |
| 2013 | Universiadi         | Kazan'         | 100 m piani | Semifinale       | 11"73       |                                                   |
| 2013 | Universiadi         | Kazan'         | 200 m piani | 8ª               | 23"63       | Miglior prestazione personale stagionale          |
| 2014 | Campionati africani | Marrakech      | 100 m piani | Bronzo           | 11"20       | Miglior prestazione personale                     |
| 2014 | Campionati africani | Marrakech      | 200 m piani | Argento          | 22"87       | Miglior prestazione personale                     |
| 2014 | Campionati africani | Marrakech      | 4×100 m     | Argento          | 43"99       | [ 2 ]                                             |
| 2015 | Mondiali            | Pechino        | 100 m piani | Semifinale       | 11"04       | Miglior prestazione personale                     |
| 2015 | Mondiali            | Pechino        | 200 m piani | Semifinale       | 22"56       | Miglior prestazione personale                     |
| 2015 | Giochi panafricani  | Brazzaville    | 100 m piani | Oro              | 11"02       | Record dei Giochi · Miglior prestazione personale |
| 2015 | Giochi panafricani  | Brazzaville    | 200 m piani | Oro              | 22"57       |                                                   |
| 2015 | Giochi panafricani  | Brazzaville    | 4×100 m     | Bronzo           | 43"98       | [ 3 ]                                             |
| 2016 | Mondiali indoor     | Portland       | 60 m piani  | 7ª               | 7"29        |                                                   |
| 2016 | Campionati africani | Durban         | 100 m piani | Bronzo           | 11"15       |                                                   |
| 2016 | Campionati africani | Durban         | 200 m piani | Oro              | 22"81       |                                                   |
| 2016 | Campionati africani | Durban         | 4×100 m     | Bronzo           | 44"29       | [ 4 ]                                             |
| 2016 | Giochi olimpici     | Rio de Janeiro | 100 m piani | 4ª               | 10"86       | Miglior prestazione personale                     |
| 2016 | Giochi olimpici     | Rio de Janeiro | 200 m piani | 4ª               | 22"21       | Record nazionale                                  |
| 2017 | Mondiali            | Londra         | 100 m piani | Argento          | 10"86       | =                                                 |
| 2017 | Mondiali            | Londra         | 200 m piani | Argento          | 22"08       | Record nazionale                                  |
| 2018 | Mondiali indoor     | Birmingham     | 60 m piani  | Argento          | 7"05        | Miglior prestazione personale                     |
| 2018 | Campionati africani | Asaba          | 100 m piani | Oro              | 11"15       |                                                   |
| 2018 | Campionati africani | Asaba          | 200 m piani | Oro              | 22"50       |                                                   |
| 2018 | Campionati africani | Asaba          | 4×100 m     | Argento          | 44"40       |                                                   |
| 2019 | Giochi panafricani  | Rabat          | 100 m piani | Oro              | 11"09       |                                                   |
| 2019 | Giochi panafricani  | Rabat          | 200 m piani | Bronzo           | 23"00       |                                                   |
| 2019 | Mondiali            | Doha           | 100 m piani | Bronzo           | 10"90       |                                                   |
| 2021 | Giochi olimpici     | Tokyo          | 100 m piani | 4ª               | 10"91       |                                                   |
| 2021 | Giochi olimpici     | Tokyo          | 200 m piani | 5ª               | 22"27       |                                                   |
| 2022 | Mondiali            | Eugene         | 100 m piani | 7ª               | 10"93       |                                                   |
| 2022 | Mondiali            | Eugene         | 200 m piani | Batteria         | dns         |                                                   |
| 2023 | Mondiali            | Budapest       | 100 m piani | 4ª               | 10"81       |                                                   |
| 2023 | Mondiali            | Budapest       | 200 m piani | 8ª               | 22"64       |                                                   |
| 2023 | Mondiali            | Budapest       | 4x100m      | Finale           | dnf         |                                                   |
| 2024 | World Relays        | Nassau         | 4×100 m     | Batteria         | 42"83       |                                                   |
| 2024 | Campionati africani | Douala         | 100 m piani | Semifinale       | dns         |                                                   |
| 2024 | Giochi olimpici     | Parigi         | 100 m piani | 8ª               | 13"84       |                                                   |
| 2024 | Giochi olimpici     | Parigi         | 4×100 m     | Batteria         | dq          |                                                   |

## Altre competizioni internazionali
2014
- 4ª in Coppa continentale ( Marrakech), 100 m piani - 11"28
- 5ª in Coppa continentale ( Marrakech), 200 m piani - 22"78

2016
- 5ª al Doha Diamond League ( Doha), 100 m piani - 11"05
- 4ª al Bauhaus-Galan ( Stoccolma), 200 m piani - 23"29
- 5ª all'Athletissima ( Losanna), 100 m piani - 11"25

2017
- Bronzo al Doha Diamond League ( Doha), 200 m piani - 22"77
- Bronzo allo Shanghai Golden Grand Prix ( Shanghai), 100 m piani - 11"07
- 6ª al Prefontaine Classic ( Eugene), 200 m piani - 22"37
- Argento al Golden Gala Pietro Mennea ( Roma), 100 m piani - 11"03
- Argento al Meeting de Paris ( Parigi), 100 m piani - 10"96
- Argento all'Athletissima ( Losanna), 200 m piani - 22"16
- Argento al Meeting international Mohammed VI d'athlétisme de Rabat ( Rabat), 100 m piani - 10"90
- Oro all'Herculis ( Monaco), 200 m piani - 22"25
- Argento al Birmingham Grand Prix ( Birmingham), 100 m piani - 10"97
- Bronzo al Weltklasse Zürich ( Zurigo), 200 m piani - 22"09
- Argento al Memorial Van Damme ( Bruxelles), 100 m piani - 10"93

2018
- Oro al Doha Diamond League ( Doha), 100 m piani - 10"85
- Oro al Prefontaine Classic ( Eugene), 100 m piani - 10"88
- Oro al Golden Gala Pietro Mennea ( Roma), 200 m piani - 22"49
- Oro in Coppa continentale ( Ostrava), 100 m piani - 11"14
- Bronzo in Coppa continentale ( Ostrava), 200 m piani - 22"61

2022
- Bronzo all'Herculis ( Monaco), 100 m piani - 10"72
- Bronzo all'Athletissima ( Losanna), 100 m piani - 10"89
- Bronzo al Memorial Van Damme ( Bruxelles), 100 m piani - 10"78

2023
- Oro al Golden Gala ( Firenze), 100 m piani -  10"97
- Oro ai Bislett Games ( Oslo), 100 m piani - 10"75
- Oro all'Athletissima ( Losanna), 100 m piani - 10"98
- Oro ai London Anniversary Games ( Londra), 100 m piani - 10"75
- Argento al Prefontaine Classic ( Eugene), 100 m piani - 10"75
- Argento al Prefontaine Classic ( Eugene), 200 m piani - 22"10

2024
- Argento ai Bislett Games ( Oslo), 200 m piani - 22"36
- Argento al Bauhaus-Galan ( Stoccolma), 100 m piani - 11"16
- Argento al Kamila Skolimowska Memorial ( Chorzów), 100 m piani - 10"83
- Bronzo al Memorial Van Damme ( Bruxelles), 100 m piani - 11"05

2025
- Bronzo al Golden Gala Pietro Mennea ( Roma), 200 m piani - 22"75
- Argento ai Bislett Games ( Oslo), 100 m piani - 11"00
- Bronzo al Bauhaus-Galan ( Stoccolma), 100 m piani - 11"00
- Bronzo al Prefontaine Classic ( Eugene), 100 m piani - 10"90
- Bronzo al Kamila Skolimowska Memorial ( Chorzów), 100 m piani - 10"87
- Bronzo all'Athletissima ( Losanna), 200 m piani - 22"37